# 鐘ヶ江将平
鐘ヶ江 将平（かねがえ しょうへい、1988年11月12日 - ）は日本のオートレース選手。福岡県出身。31期、飯塚オートレース場所属。
所有車名はサカヤイズム、ジェイドA、ジェイドSA。

## 人物
飯塚オートの次期エース候補として注目されている選手の一人。湿走路・斑走路を得意とし、スタート先行からの速攻を武器に活躍を続けている。
2021年11月12日、自宅で女性に暴行を加えた疑いで現行犯逮捕された。

## 戦績
- プロフィール（2025年現在）[1]
  - 選手登録2011年7月8日
  - 身長 168.7cm
  - 体重 62.9kg
  - 血液型 B型
- 戦歴
  - 通算優勝回数:11回